# Swiftair

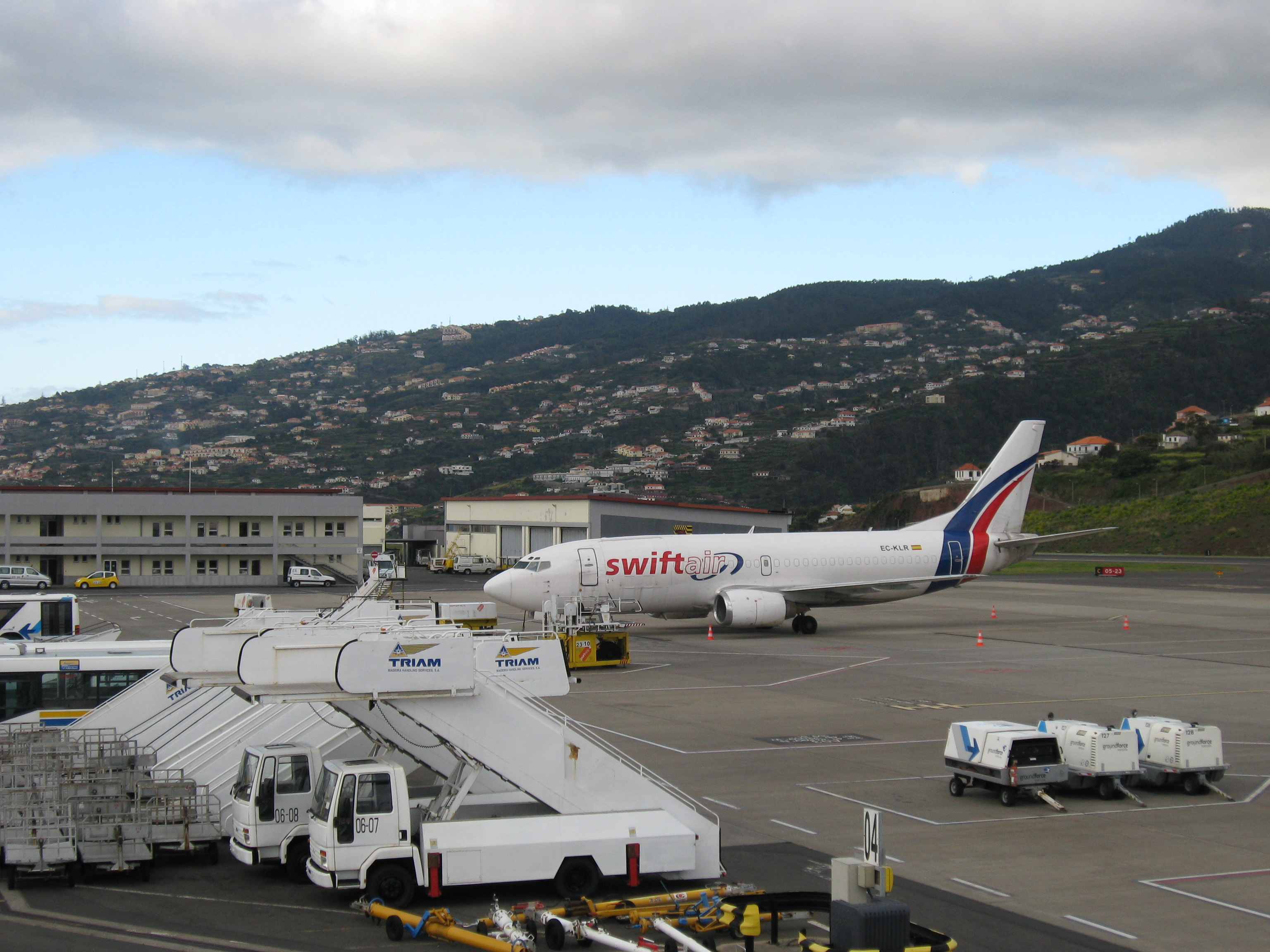
Boeing Swiftair 737-300(SF) na letišti Funchal

Swiftair S.A. je letecká společnost se sídlem v Madridu ve Španělsku. Provozuje pravidelné a charterové, osobní a nákladní lety v Evropě, severní Africe a na Středním východě. Její hlavní základnou je letiště Madrid-Barajas.

## Dějiny

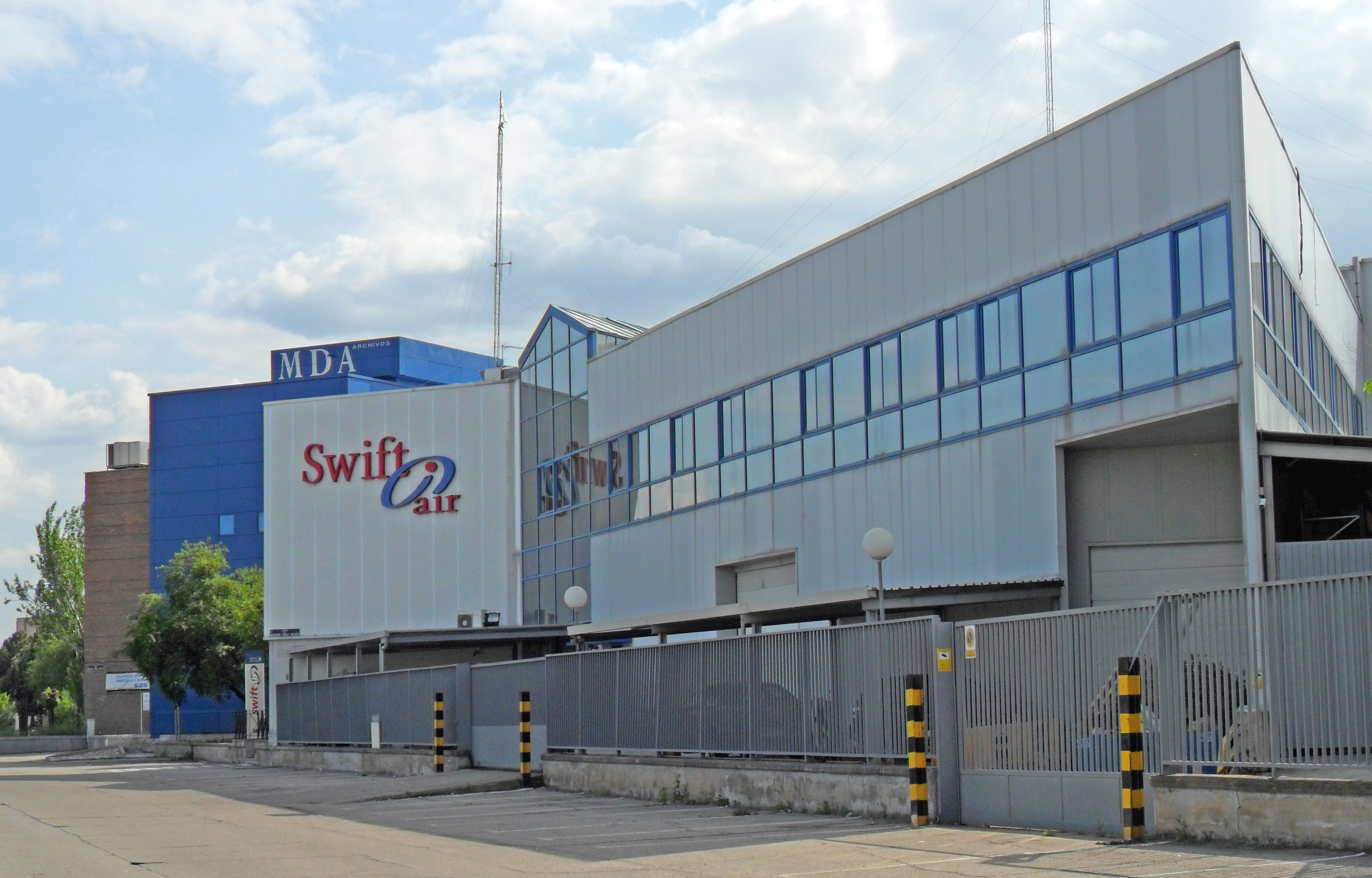
Sídlo společnosti Swiftair v Madridu

Letecká společnost byla založena v roce 1986. Zcela vlastní dceřinou společnost Mediterranean Air Freight. V současné době je Swiftair také smluvním partnerem Organizace spojených národů pro misi OSN v Súdánu.[zdroj?]

## Letadla

### Současná letadla

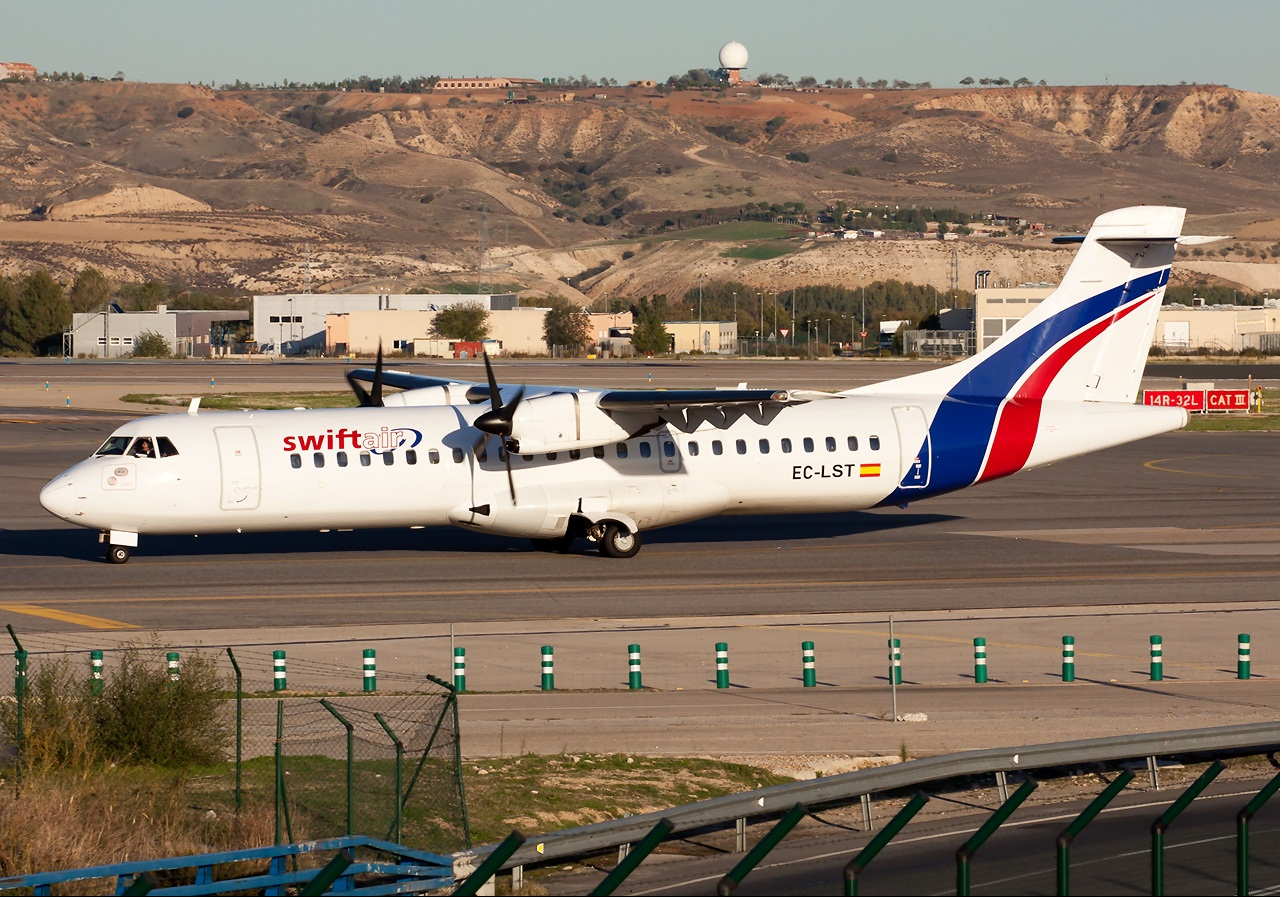
Swiftair ATR 72-200

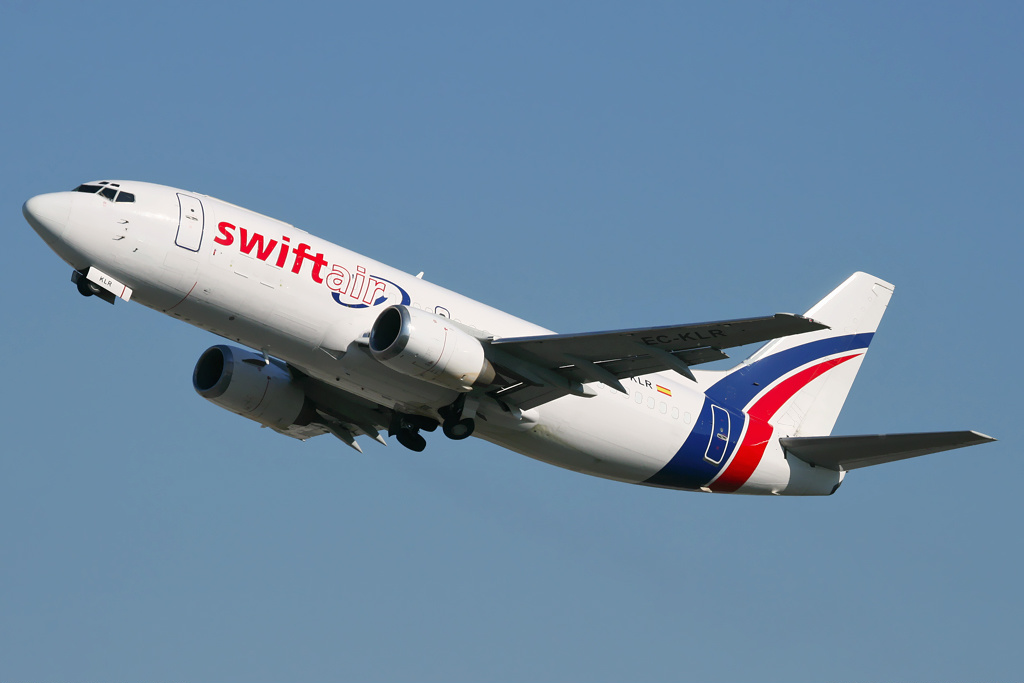
Swiftair Boeing 737-300F

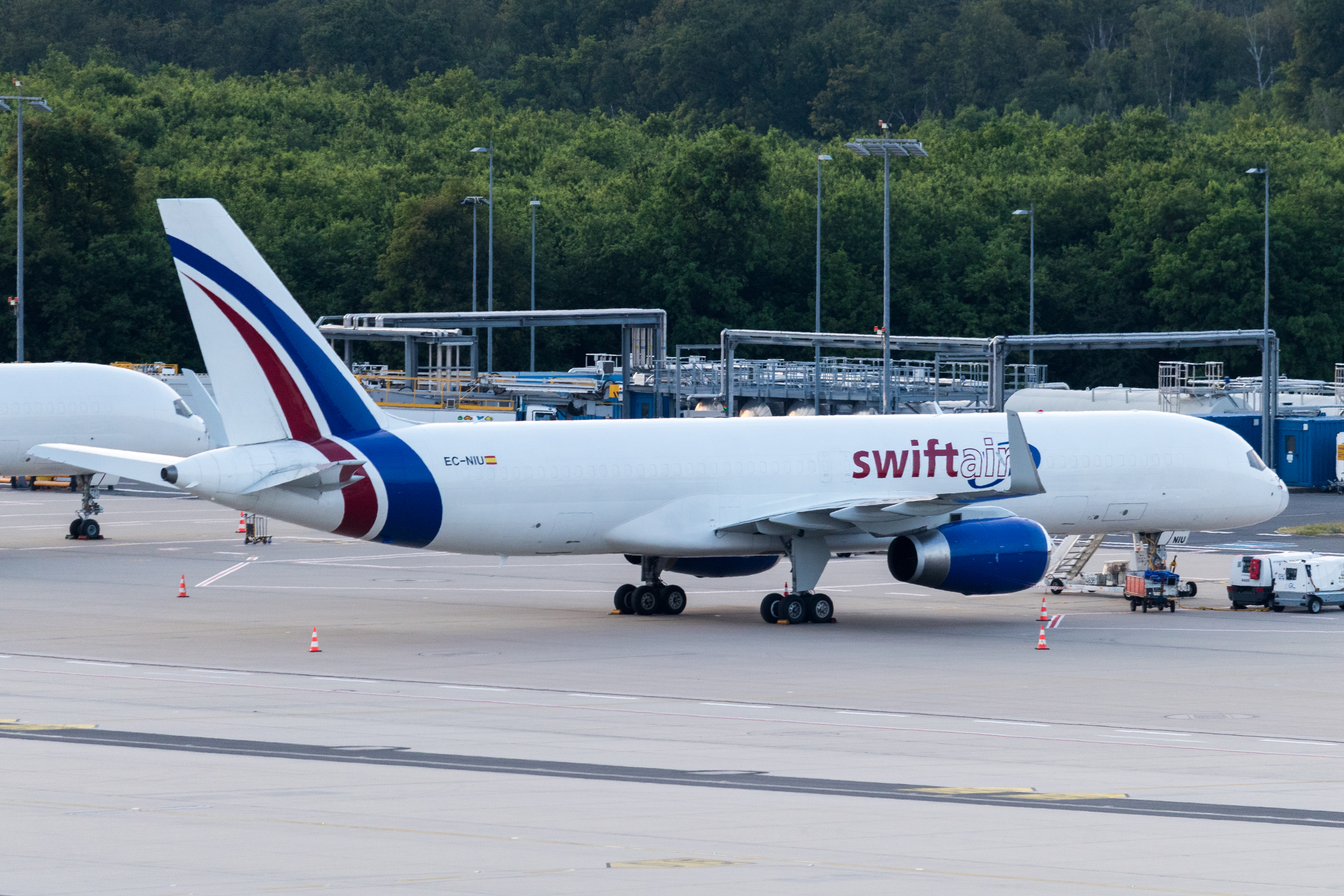
Swiftair Boeing 757-200PCF

Swiftair vlastní následující letadla (listopad 2024):
| Letadlo            | Ve službě | Objednávky | Poznámky                                        |
| ------------------ | --------- | ---------- | ----------------------------------------------- |
| ATR 42-300         | 1         | —          |                                                 |
| ATR 42-300F        | 3         | —          |                                                 |
| ATR 42-300QC       | 1         | —          |                                                 |
| ATR 72-200         | 2         | —          |                                                 |
| ATR 72-200F        | 1         | —          |                                                 |
| ATR 72-200QC       | 1         | —          |                                                 |
| ATR 72-500         | 8         | —          | Jeden operující pro Organizaci spojených národů |
| ATR 72-500F        | 1         | —          |                                                 |
| Boeing 737-300SF   | 1         | —          |                                                 |
| Boeing 737-400SF   | 10        | —          | 3 operující pro DHL                             |
| Boeing 737-800BDSF | 2         | 1          | Operující pro DHL                               |
| Boeing 737-800SF   | 1         | —          | Operující pro DHL                               |
| Boeing 737-800BCF  | 2         | —          |                                                 |
| Boeing 757-200PCF  | 2         | —          |                                                 |
| Boeing 757-200PF   | 1         | —          |                                                 |
| Celkem             | 46        | 1          |                                                 |

### Bývalá letadla

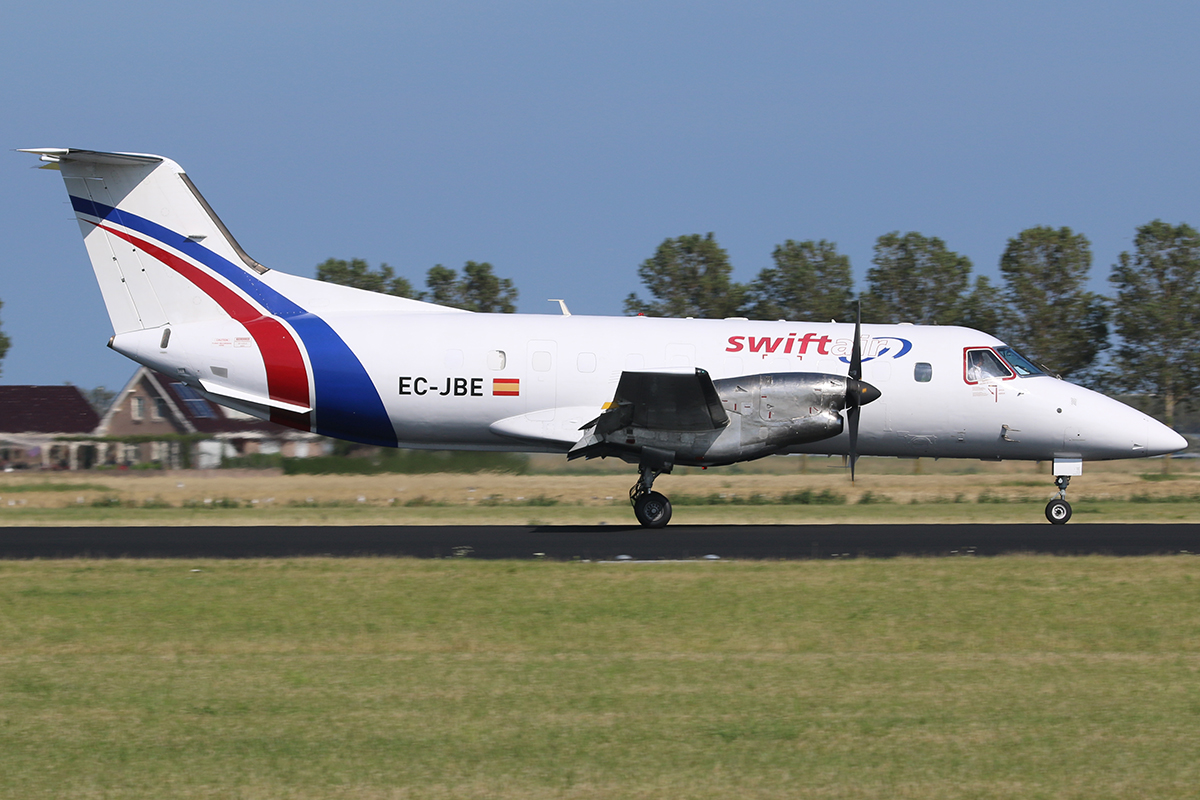
Swiftair Embraer EMB 120

Swiftair dříve vlastnilo následující letadla:
| Letadlo                         | Celkem | Představeno | Vyjmuto z provozu | Poznámky                                  |
| ------------------------------- | ------ | ----------- | ----------------- | ----------------------------------------- |
| Airbus A300B4F                  | 1      | 2005        | 2006              | Pronajato od European Air Transport       |
| Boeing 727-200F                 | 16     | 1999        | 2012              |                                           |
| Boeing 737-300BDSF              | 5      | 2008        | 2016              | Jedno prodáno Buffalo Airways v roce 2022 |
| Fairchild Swearingen Metroliner | 12     | 1990        | 2008              | Tři prodány Swiftair Hellas               |
| Embraer 120                     | 10     | -           | 2023              | Pět prodáno Swiftair Hellas               |
| McDonnell Douglas MD-83         | 7      | 2005        | 2015              |                                           |
| McDonnell Douglas MD-87         | 1      | 2009        | 2010              | Provozováno Organizací spojených národů   |

## Nehody a incidenty
- V říjnu 1994 bylo jedno z jejích letadel odepsáno, když posádka při příletu letadla do Madridu zapomněla sklopit podvozek.
- V květnu 1995 bylo další letadlo neopravitelně poškozeno během zpackaného přistání na letišti Vitoria ve Španělsku.
- V roce 2005 utrpělo letadlo 727, operující pro DHL, poškození pravého křídla v důsledku nezdařeného přistání v Kandaháru. Během následujících 2 dnů bylo opraveno a vrátilo se do Bahrajnu.
- V lednu 2012 utrpělo letadlo značné poškození během zpackaného přistání v Kandaháru.
- Dne 24. července 2014 provedl McDonnell Douglas MD-83 provozovaný společností pravidelný let AH5017 z Ouagadougou do Alžíru pro alžírskou leteckou společnost Air Algérie. Letoun zmizel z radaru 50 minut po startu a havaroval v Gossi v Mali. Zemřelo všech 116 lidí na palubě.
- Dne 18. ledna 2016 nákladní letadlo Embraer 120 poškodilo při startu na letišti Amsterdam Schiphol při letu do Londýna Stansted okrajová světla přistávací dráhy. K žádnému zranění nedošlo.
- Dne 17. listopadu 2016 odlétal Boeing 737-400 registrace EC-MAD jménem EAT Leipzig z letiště Shannon, když piloti krátce po startu oznámili, že ztratili veškeré instrumentace. Posádka zůstala ve vizuálním kontaktu s letištěm a bezpečně přistála.[2]
- Dne 24. září 2022 došlo na letišti Montpellier-Méditerranée ve Francii k nehodě letounu Boeing 737-400SF, registrace EC-NLS, kdy letadlo sjelo z dráhy. Po průniku skrz bariéry skončilo ve vodách Étang de l'Or. Nikdo ze tří členů posádky nebyl zraněn.[3]
- Dne 25. listopadu 2024 došlo k nehodě letu Swiftair 5960, letounu Boeing 737-476(SF) s registrací EC-MFE, který havaroval při přiblížení k Vilniusu v Litvě. Při nehodě zahynula jedna osoba.[4][5][6]